# إلينا بيفل
إلينا بيفل (بالرومانية: Elena Pavel)‏ هي لاعبة كرة قدم رومانية، ولدت في 26 مارس 1984 في كونستانتسا في رومانيا. شاركت مع منتخب رومانيا لكرة القدم للسيدات. أما مع النوادي، فقد لعبت مع CFF Clujana ‏.

## وصلات خارجية
- إلينا بيفل على موقع الاتحاد الدولي (مؤرشف)  (الإنجليزية)
- إلينا بيفل على موقع الاتحاد الأوربي (الإنجليزية)
- إلينا بيفل على موقع قاعدة بيانات كرة القدم.إي يو (الإنجليزية)